# Peter Due
Peter Due (* 22. September 1947 in Aarhus) ist ein ehemaliger dänischer Segler.

## Erfolge
Peter Due nahm an zwei Olympischen Spielen mit Per Kjærgaard Nielsen in der Bootsklasse Tornado teil. 1976 belegten sie in Montreal noch den neunten Platz, ehe ihnen vier Jahre darauf bei den Olympischen Spielen 1980 in Moskau der Gewinn der Silbermedaille gelang. Mit 30,4 Punkten wurden sie hinter dem brasilianischen und vor dem schwedischen Boot Zweite. 
Bereits 1979 hatten sie auch bei den Weltmeisterschaften in Kiel den zweiten Platz erreicht.